# Marcus Thornton (basket-ball, 1993)
Marcus Thornton, né le 9 février 1993 à Upper Marlboro dans le Maryland, est un joueur américain de basket-ball. Il évolue au poste d'arrière.

## Carrière universitaire
Marcus Thornton va au lycée de Bishop McNamara à Forestville dans le Maryland avant de rejoindre le collège de William & Mary et d'évoluer entre 2011 et 2015 pour les Tribe de William & Mary.

## Carrière professionnelle
Marcus Thornton est drafté en 2015 en 45e position par les Celtics de Boston.
En juillet 2015, il rejoint les Celtics pour participer à la NBA Summer League 2015. Le 22 juillet 2015, il rejoint le championnat australien et les Sydney Kings pour la saison 2015-2016. En février 2016, il annonce qu'à l'issue de la saison en Australie (elle se finit fin février), il rejoindra la NBA Development League et les Red Claws du Maine, équipe affiliée aux Celtics, pour finir la saison de D-League 2015-2016.
Le 1er mars 2016, il rejoint le Maine pour finir la saison.
Il est annoncé dans le roster des Celtics pour la NBA Summer League 2016. Le 30 juillet 2016, il s'engage dans le championnat italien pour la saison 2016-2017 avec le club du Victoria Libertas Pesaro. Le 26 juin 2017, les Celtics renoncent à leurs droits sur Marcus Thornton.
Le 3 novembre 2017, il s'engage en D-League avec les Charge de Canton. En février 2018, il signe un contrat de 10 jours avec les Cavaliers de Cleveland. Son contrat expire le 4 mars sans avoir joué avec les Cavs et il retourne avec les Charge.
En juillet 2018, il rejoint le championnat turc et l'équipe de Bandırma Basketbol İhtisas Kulübü pour la saison 2018-2019.
En juillet 2019, il rejoint le championnat de France et l'équipe de l’Élan sportif Chalonnais. En mars 2020, il est remercié par le club qui doit se séparer de lui en raison d'un trop grand nombre de joueurs étrangers dans son effectif.
Au mois de juillet 2020, il s'engage avec le Chemnitz 99ers, club récemment promu en première division allemande.

## Clubs successifs
- 2011-2015 :  Tribe de William & Mary (NCAA)
- 2015-2016 :  Sydney Kings (NBL)
- 2016 :  Red Claws du Maine (D-League)
- 2016-2017 :  Victoria Libertas Pesaro (Serie A1)
- 2017-2018 :  Charge de Canton (G League)
- 2018-2019 :  Bandırma Basketbol İhtisas Kulübü (Süper Ligi)
- 2019-2020 :  Élan sportif Chalonnais (Jeep Elite)
- 2020-2021 :  Chemnitz 99ers (BBL)
- 2021-2022 :  Medi Bayreuth (BBL)
- 2022-2023 :  Fortitudo Bologne (LegA)
- 2023- :  GS Lavrio (A1 Ethniki)

## Palmarès
- CAA Player of the Year (2015)
- AP honorable mention All-American (2015)
- Meilleur marqueur de l'histoire de l'université William & Mary's (2 178)
- No. 3 retired by William & Mary
- 2× First-team All-CAA (2014, 2015)
- Second-team All-CAA (2013)
- CAA All-Rookie Team (2012)
- Gatorade Maryland Player of the Year (2011)

## Statistiques

### Universitaires
Les statistiques de Marcus Thornton en matchs universitaires sont les suivantes :
| Année     | Équipe         | Matches | Titul. | Min./m. | %tir | %3pts | %l-f | rbds/m. | pass/m. | int/m. | ctr/m. | pts/m. |
| --------- | -------------- | ------- | ------ | ------- | ---- | ----- | ---- | ------- | ------- | ------ | ------ | ------ |
| 2011-2012 | William & Mary | 32      | 15     | 27,8    | 37,1 | 33,6  | 70,7 | 2,38    | 1,25    | 0,34   | 0,16   | 11,09  |
| 2012-2013 | William & Mary | 30      | 30     | 36,3    | 44,1 | 43,7  | 82,7 | 2,77    | 2,77    | 0,87   | 0,50   | 18,83  |
| 2013-2014 | William & Mary | 32      | 30     | 35,6    | 43,5 | 40,3  | 77,9 | 2,28    | 2,81    | 1,06   | 0,22   | 18,72  |
| 2014-2015 | William & Mary | 33      | 32     | 36,7    | 45,6 | 40,2  | 82,5 | 2,79    | 2,88    | 0,64   | 0,12   | 19,97  |
| Total     | Total          | 127     | 107    | 34,1    | 43,0 | 40,2  | 78,8 | 2,55    | 2,43    | 0,72   | 0,24   | 17,15  |